# بناء قسوم
بناء قَسّوم أو ابن أو بني قسوم هي مدينة تقع في الشرف في مقاطعة إشبيلية جنوب إسبانيا.